# Koundara (prefektur)
Koundara Prefecture är en prefektur i Guinea.   Den ligger i regionen Boke Region, i den nordvästra delen av landet, 300 km norr om huvudstaden Conakry. Antalet invånare är 109 819. Arean är 5 238 kvadratkilometer. Koundara Prefecture gränsar till Mali Prefecture och Gaoual Prefecture. 
Terrängen i Koundara Prefecture är platt åt nordväst, men åt sydost är den kuperad.
Följande samhällen finns i Koundara Prefecture:
- Sambailo
- Termessé
- Guingan
- Koundara
- Youkounkoun